# Marco Mathys
Marco Mathys (* 5. Juli 1987) ist ein Schweizer Fussballspieler, der zuletzt beim FC Vaduz in der Challenge League unter Vertrag stand.

## Karriere
Marco Mathys begann seine Karriere beim SC Derendingen. 2006 wechselte er zum FC Concordia Basel in die Challenge League. Drei Jahre später erfolgte der Wechsel innerhalb der Liga zum FC Biel, wo er als torgefährlicher Mittelfeldspieler zum Leistungsträger avancierte. Anfang 2012 verpflichtete ihn der damalige Spitzenreiter der Challenge League, der FC St. Gallen. Im Gegensatz zum FC Biel, wo er vorwiegend im zentralen Mittelfeld agiert hatte, kam er beim FC St. Gallen hauptsächlich im rechten Mittelfeld zum Einsatz.
Nach dem erfolgreichen Aufstieg debütierte er nach seiner Einwechslung am ersten Spieltag zu Hause gegen den BSC Young Boys in der Raiffeisen Super League. Seine ersten Tore in der höchsten Liga schoss er beim Auswärtsspiel in Sion, als ihm ein Doppelpack gelang. Kurz darauf erhielt er ein Aufgebot für die Schweizer Fussballnationalmannschaft, kam jedoch zu keinem Einsatz. Mit dem FC St. Gallen erreichte er Ende Saison überraschend den dritten Platz und damit die Qualifikation für die UEFA Europa League.
In der folgenden Saison ersetzte Mathys den Torschützenkönig Oscar Scarione, welcher St. Gallen verlassen hatte, in seiner Funktion als hängende Spitze. Im Play-off-Hinspiel für die Europa League erzielte Mathys gegen Spartak Moskau das Tor zum 1:1-Endstand. Nach der erfolgreichen Qualifikation für die Gruppenphase traf er auch in den Heimspielen gegen FK Kuban Krasnodar zum 2:0 und gegen Swansea City zum 1:0-Endstand. Zu Beginn des Jahres 2014 verlängerte er seinen Vertrag beim FC St. Gallen vorzeitig bis 2016.
Nach einem Trainerwechsel im September 2015 war Mathys unter Josef Zinnbauer fortan nicht mehr erste Wahl und kam nur noch selten zum Einsatz. Auf die Saison 2016/17 hin wechselte er innerhalb der Super League zum FC Vaduz.

## Titel und Erfolge
FC Vaduz
- Liechtensteiner Cupsieger: 2017, 2018